# Mont Gros (Roquebrune-Cap-Martin)
Pour les articles homonymes, voir Mont Gros.
Le mont Gros est une montagne à Roquebrune-Cap-Martin s'élevant à 686 m d'altitude. 

## Géographie
La montagne se trouve à l’ouest de la commune de Roquebrune-Cap-Martin, environ 1,5 km au nord de la pointe de la Veille et 1,5 km au sud-est du mont Agel. Elle domine la baie de Roquebrune.

## Flore
Le terrain du mont Gros est une proie aux incendies et a été reboisé de cèdres, de chênes, d'oliviers et de pins.

## Histoire
Le terrain de Roquebrune-Cap-Martin a été occupé par des agriculteurs ligures qui ont construit des enceintes de pierre. On peut en trouver certaines au lieu-dit Agerbol sur le mont Gros.
Un observatoire d'artillerie, relié a l'ouvrage du Mont-Agel, est installé sur le mont Gros dans le cadre de la ligne Maginot.

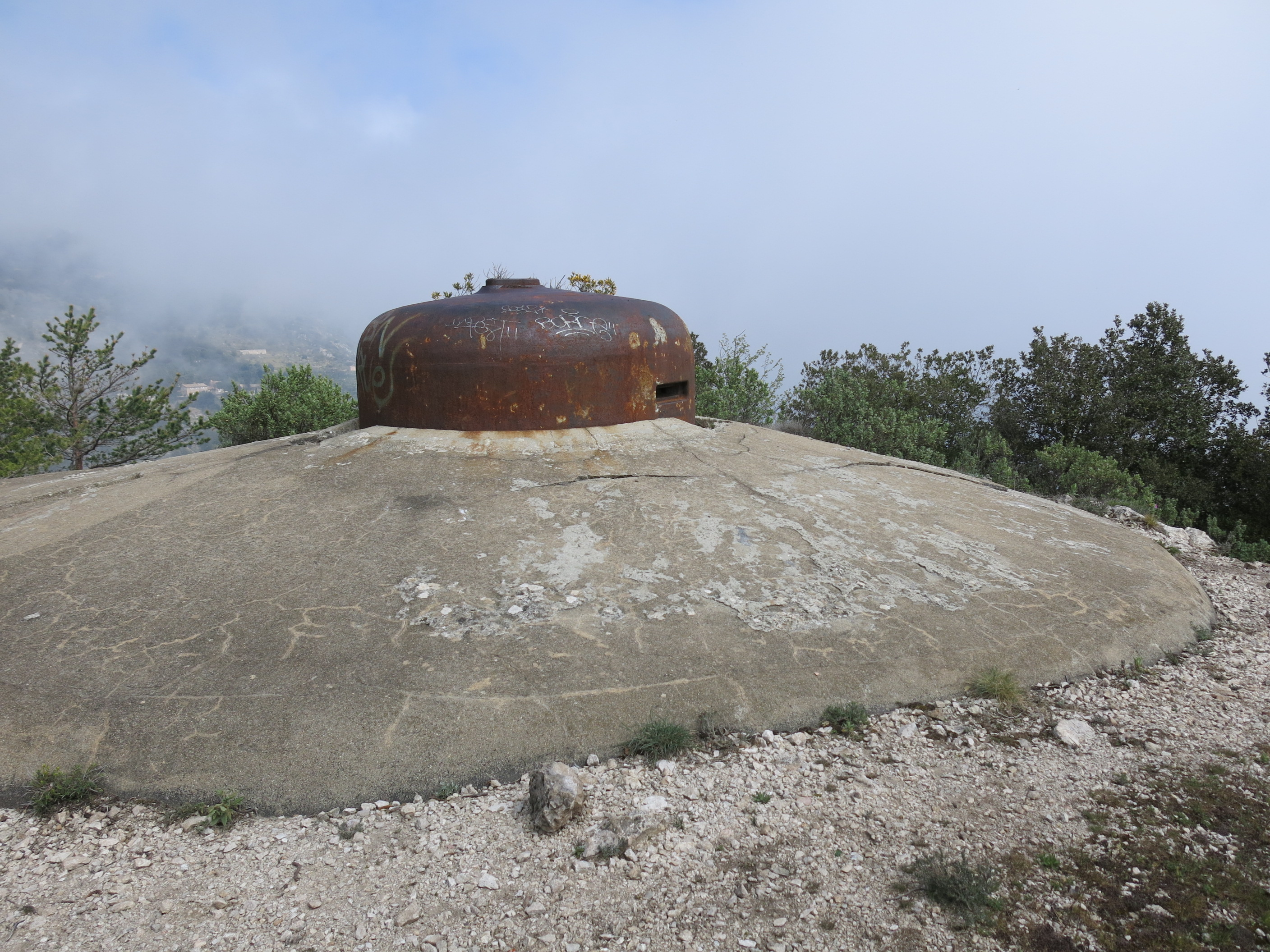
Cloche de l'observatoire d'artillerie du Mont-Gros.

## Tourisme
Au sommet se trouve une piste de decollage pour parapentes. Le terrain d’atterrisage habituel est la plage de Cabbé.
Le sentier de randonnée GR 51 passe près du sommet de la montagne.